# Kloster Schamhaupten
Kloster Schamhaupten ist ein ehemaliges Kloster der Augustiner-Chorherren in Schamhaupten, heute Ortsteil von Altmannstein, in Bayern in der Diözese Regensburg.

## Geschichte
Das St. Georg geweihte Kloster wurde 1137 durch Gertrud von Schamhaupten und ihre Tochter Liutgard gegründet. Die ersten Chorherren kamen aus Rohr und dem Stift St. Johann in Regensburg. Das Kloster litt oft unter geringen Einkünften, was auch durch Chorherren aus Rebdorf und Bernried nicht abgestellt werden konnte. Seit 1555 unbesiedelt, wurde es 1606 aufgelöst. Die Klostergüter wurden mit päpstlicher Bewilligung der Universität Ingolstadt überlassen.
Ab 1471 diente das Kloster den Muggenthalern als Familienruhestätte. Die frühere Klosterkirche steht – nach einigen Umbauten und Renovierungen – noch und wird als katholische Pfarrkirche genutzt. Der Chor stammt aus dem 15. Jahrhundert, das Langhaus aus dem Jahr 1654. Von den Klostergebäuden sind nur noch Baureste in neueren Gebäuden erhalten.